# Caloplaca inconspecta
Caloplaca inconspecta är en lavart som beskrevs av Arup. Caloplaca inconspecta ingår i släktet orangelavar och familjen Teloschistaceae.   Inga underarter finns listade i Catalogue of Life.